# Hun døde ung
Hun døde ung (en: Sleeping Murder) er titlen på en Agatha Christie krimi. Romanen beskriver Miss Marples sidste sag og den udkom i 1976, men var skrevet under anden verdenskrig.
Miss Marple må forlade den fiktive landsby St. Mary Mead, hvor hun bor for at følge sporene efter et muligt justitsmord i fortiden. Det lykkes hende at finde den rigtige morder, hvorefter hun kan vende tilbage til sin landsby.

## Plot
Ligesom i forgængeren Nemesis må Miss Marple gå på jagt efter de personer, som var involveret i den for længst afsluttede sag. Hun søger at hjælpe en ung kvinde Gwenda med at opklare, om denne som barn har overværet et drab i det hus, hun netop har købt sammen med sin mand Giles. Det kan dog være farligt at efterforske fortidens synder, og det viser sig, at mindst en af de involverede i den gamle sag forsøger at bringe vidnerne fra dengang til tavshed.
Miss Marple er i usædvanlig god fysisk form sammenlignet med hendes tilstand i Nemesis. Gwenda overværer et teaterstykke, The Duchess of Malfi, som har en rolleliste, der svarer til en opsætning i 1944.  Det er derfor ikke umuligt, at denne sag rent i virkeligheden foregik langt tidligere end udgivelsestidspunktet og ikke var Miss Marples sidste sag.

## Anmeldelser
Hun døde ung udkom få måneder efter Christies død, og den blev straks en bestseller. Anmeldelsen i The Chicago Tribune vurderede, at "Christie gemte det bedste til sidst".  Alle var dog ikke lige begejstrede, bl.a. hed det, at
" Det minder lidt om Ross Macdonald og lyder absolut ikke som årgangs-Christie." 

## Danske udgaver
- Forum; 1976
- Forum Krimi; 1987.
- Aschehoug; 2006